# Reuben, Reuben
Reuben, Reuben és una pel·lícula estatunidenca del 1983 dirigida per Robert Ellis Miller.

## Argument
Segueix la vida de Gowan McGland, un poeta. Beu, menteix i dorm en llits de dones casades. No ha escrit ni una sola paraula en anys... però totes les dones amb qui es troba cauen rendides als seus peus.

## Repartiment
| Actor/Actriu      | Personatge      |
| ----------------- | --------------- |
| Tom Conti         | Gowan McGland   |
| Kelly McGillis    | Geneva Spofford |
| Roberts Blossom   | Frank Spofford  |
| Cynthia Harris    | Bobby           |
| E. Katherine Kerr | Lucille Haxby   |
| Joel Fabiani      | Dr. Haxby       |
| Kara Wilson       | Edith McGland   |
| Lois Smith        | Mare Spofford   |
| Ed Grady          | Doctor Ormsby   |
| Damon Douglas     | Tad Springer    |
| Rex Robbins       | C. B. Springer  |
| Jack Davidson     | George Spofford |
| Angus MacLachlan  | noi             |

## Premis i nominacions
Nominacions
- 1984: Oscar al millor actor per Tom Conti
- 1984: Oscar al millor guió adaptat per Julius J. Epstein
- 1984: Globus d'Or al millor actor dramàtic per Tom Conti
- 1984: Globus d'Or al millor guió per Julius J. Epstein